# Klaus Karl Mehrkens
Klaus Karl Mehrkens (* 12. Juli 1955 in Bremen) ist ein deutscher Künstler.

## Leben
Klaus Karl war das erste von drei Kindern. Seine Eltern waren die Politikerin Ilse Mehrkens und der Eisenbahner Kurt Mehrkens.
1977 immatrikulierte sich Mehrkens an der Hochschule für Bildende Künste Braunschweig und wurde Schüler von Alfred Winter-Rust und Hermann Albert. 1981 gründete er mit Andreas Weishaupt und Thomas Schindler in Hannover die Galerie "Weißes Pferd". 1982 erhielt er sein Diplom.
Anschließend zog er nach Berlin, lebte in einer Künstlergemeinschaft und arbeitete als Pfleger. Bei einer Einzelausstellung 1985 in der Galerie Folker Skulima traf er den Galeristen Enzo Cannaviello, der ihn nach Italien einlud.
Mehrkens zog nach Mailand, wo er mit anderen Künstlern der Galerie Cannaviello lebte, darunter Martin Disler, Anzinger, Helmut Middendorf, Karl Horst Hödicke, Rainer Fetting und Bernd Zimmer. Anders als diese Neuen Wilden nannten sich Albert, Chevalier, Schindler die Neuen Ordner.
2001 verließ er Mailand und zog aufs Land. Bis 2009 lebte er in Treviglio und seitdem in Spello (Umbrien).

## Einzelausstellungen
- 1981/1982: Galerie Weißes Pferd, Hannover.
- 1985: Galerie Skulima, Berlin.
- 1985: Galerie Van Acken, Köln.
- 1986: Studio d'Arte Canaviello, Mailand.
- 1987: Galerie Skulima, Berlin.
- 1988: Castello Mediceo, Sala delle Battaglie, Melegnano.
- 1989: "Oziosa giovinezza", Studio d'Arte Cannaviello, Milano.
- 1991: Rasponi Arte Contemporanea, Ravenna.
- 1992: Studio d'Arte Cannaviello, Milano.
- 1993: "Deutsche Maler in Italia", Palazzo Albertini, Forlì.
- 1994: "La passeggiata", Il Polittico.
- 1994: Museo laboratorio di Arte Contemporanea, La Sapienza, Roma.
- 1995: Rasponi Arte Contemporanea, Ravenna.
- 1996: Galleria Poggiali e Forconi, Firenze.
- 1998: Art's Events, Torrecuso (BN).
- 1999: "Apparizioni", Galleria Monopoli Arte Contemporanea, Pavia.
- 2000: "Orizzonte", Galleria Gabriele Cappelletti, Milano.
- 2001: "E tinello non fu... nell'impossibilità di essere figurativi e nudi", testo di Aldo Busi, Galleria Poggiali e Forconi, Firenze.
- 2001: Galleria Filisetti Arte Contemporanea, Crema.
- 2002: "Intime", Galleria Les Chances de l'Art, Bolzano.
- 2002: Artisti Italiani, J.J. Brookings Gallery, San Francisco.
- 2002: Galerija Contra, Koper-Ferrarska.
- 2002: Galleria Nuova Artesegno, Udine.
- 2003: "Opere recenti", Palazzo Frisacco, Tolmezzo (UD).
- 2003: "Quadrato", Art's Events, Torrecuso (BN).
- 2003: Corpi Liberi, Castel'Arquato.
- 2003: Fine Novecento, Cagli (PS).
- 2003: Nuova Figurazione Europea, Villa Ponti, Arona.
- 2004: "Quadrato", Galleria Prati, Palermo.
- 2004: Galleria Nuova Artesegno, Udine.
- 2004: Klaus Karl Mehrkens, a cura di Enzo Santese, Polveriera Napoleonica, Palmanova (UD).
- 2006: Nudi, Compaglia del disegno, Milano, Pechino.
- 2007: Landscapes, a cura di Enzo Santese, Galleria Nuova Artesegno, Udine.
- 2008: Confronto. Mehrkens + Friends, Treviglio.

## Gruppenausstellungen
- 1979: Forum junge Kunst, Kunsthalle, Baden-Baden.
- 1980: 12 Maler der HBK Braunschweig, Hochschule für Bildende Künste Braunschweig, Kunsterpreis
- 1980: Städtische Galerie Wolfsburg, Niedersächsischer Landtag, Hannover.
- 1982: Vier junge deutsche Maler, Galerie Heinz Holtmann, Hannover.
- 1982: Weißes Pferd, Galerie Heinz Holtmann, Hannover.
- 1983: Künstler aus Niedersachsen, Kunstvereine Hannover.
- 1984: Kunstlandschaft BRD, Kunstverein Herford.
- 1984: Niedersächsische Künstler, Baden-Baden.
- 1985: Mistica e Immaginazione, Galerie Skulima, Berlin.
- 1985: Nuove trame dell'arte, Genazzano, a cura di Achille Bonito Oliva.
- 1986: Momente – zum Thema Urbanität, Kunstverein Braunschweig.
- 1986: Viaggio in Italia, Galleria Gian Ferrari, Milano.
- 1987: L'uomo, l'essere, la natura, Manifestazione Terravecchia 1987, Frasso Telesino (BN).
- 1988: Contaminazione, Galleria Civica d'Arte Contemporanea, Termoli (CB).
- 1988: Voi chi dite che io sia, Circolo Culturale Giovanni XIII, V Biennale d'Arte Europea, Siena.
- 1989: Materiali e Simboli: 10 anni d'Arte europea, Faenza.
- 1989: Nuovi Ordinator, (Albert, Chevalier, Heidacker, Mehrkens, Weisshaupt), Piramide Arte Contemporanea, Firenze.
- 1991: Con lo sguardo a Berlino, Rasponi Arte Contemporanea, Ravenna.
- 1991: Memoria, Rasponi Arte Contemporanea, Ravenna.
- 1991: Un'alternativa europea, Civiche Galleria d'Arte Moderna, Palazzo dei Diamanti, Ferrara.
- 1991: Un'alternativa europea, Palazzo Bandera, Busto Arsizio.
- 1992: Arte tedesca, Galleria De Bernardi, Busto Arsizio.
- 1992: Fin quando ci sarà pittura, Galleria Il Polittico, Roma.
- 1993: Giovanni Testori l'Arte Contemporanea in Germania negli anni Ottanta, Comune di Felizzano.
- 1993: Pittori Europei a Milano, Forum, Assago.
- 1993: Venticinquesimo, Studio d'Arte Cannaviello, Milano.
- 1994: Premio Cesare da Sesto, Spazio Cesare da Sesto, Sesto Calende.
- 1994: Stanze del Paesaggio, Palazzo Albertini, Forlì.
- 1995: Acrhchage, Studio d'Arte Cannaviello, Milano.
- 1995: MAPP, Museo d'Arte Paolo Pini, Milano.
- 1996: Adicere Animos, Galleria d'Arte Moderna e Contemporanea e Università degli Studi di Bologna, Cesena e Palazzo Saffi, Cesenatico.
- 1996: Giovanni Testori, critico e maestro, Centro Culturale, Vertova.
- 1996: Incontro a Genova, Ellequadro documenti arte contemporanea, Genova.
- 1996: Work in Progress, Young Museum, Palazzo Ducale di Revere.
- 1997: La pelle nera, G. Marieski, Monza.
- 1997: Ritratti a Testori, Casa dei Carraresi, Treviso.
- 1998: Cronache vere, Spazio Consolo, Milano.
- 1998: Icone del volto, Galleria Il Polittico, Roma.
- 1998: Il nuovo ritratto in Italia, Spazio Consolo, Milano.
- 1999: Segnali 42 pittori europei, Atelier dell'Arco Amoroso, Ancona
- 1999: Tempesta Gotica, Fondazione Bevilacqua La Masa, Venezia.
- 2000: Sui Generis, PAC, Milano.
- 2001: (Ultra)corpi, a cura di M Sciaccaluga, Loggia di Pietrasanta (MS).
- 2001: Enzo Cannaviello un percorso nella pittura, Russi, Ravenna.
- 2001: Figurazione, a cura di A. Riva, Galleria Forni, Milano.
- 2001: Frangi, Mehrkens, Papetti, Galleria Cappelletti, Milano.
- 2001: Landscapes, di Alessandro Riva, Torre Medioevale, Comune di Moggio Udinese.
- 2002: "Figuralia", a cura di A. Riva, Galleria Annovi, Sassuolo.
- 2002: Artisti Italiani, J.J. Brookings Gallery, San Francisco.
- 2002: Contemporary Portrait, a cura di Mimmo di Marzio e Enzo Santese, Torre Medievale Comune di Moggio Udinese.
- 2003: Nuova figurazione europea, Villa Ponti, Arona.
- 2005: Il Paesaggio Contemporaneo, Palazzo Ducale, Gubbio.
- 2006: Cuts, Next Art Gallery, Arezzo.
- 2007: Rosengarten, Accarte, Bozen.
- 2007: Vade Retro, a cura di Vittorio Sgarbi, Mailand.
- 2008: Vero e falso, a cura di Fabio Migliorati, Filsetti Arte Contemporanea, Caravaggio.

## Aufzeichnungen
- AA.VV., testi di Sara Fontana, Paesaggio senza figure, Benevento, Centro d'Arte Contemporanea Art's Events, 1998.
- Klaus Karl Mehrkens, Acqueforti, Udine, Stamperia d'Arte Albicocco, 2006.
- Vittorio Sgarbi, Klaus Karl Mehrkens, Spoleto, Protagon Editori, 2009, ISBN 978-88-8024-262-8.
- Karl Klaus Mehrkens, Mehrkens, Udine, Stamperia d'Arte Albicocco, 2012.
- Gianluca Marziani, Karl Klaus Mehrkens. Senza fissa dimora..., Benevento, Centro d'Arte Contemporanea Art's Events, 2009.

## Veröffentlichungen
- AA.VV., Hg. Vittorio Sgarbi, Klaus Karl Mehrkens, Spoleto, Protagon Editori, 2009, ISBN 978-88-8024-262-8.
- Aldo Busi, Mehrkens. E tinello non fu: dell'impossibilità di essere figurativi e nudi, Firenze, Galleria Poggiali & Forconi, 2001, ISBN 88-8341-035-1.
- Lara Vinca Masini, L'Arte del Novecento. Dall'Espressionismo al Multimediale, Giunti Editore, 2003, ISBN 978-88-09-03432-7.
- Klaus Karl Mehrkens, Nuova Artesegno, Galleria d'arte, testo di Enzo Santese, Udine, Matteo Editore, 2002.
- Klaus Karl Mehrkens, Categoria della periferia, testo di Arnaldo Romani Brizzi, Roma, Edizioni Il Polittico, 1994.
- Klaus Karl Mehrkens, Rasponi Arte Contemporanea, testo di Claudio Spadoni, Ravenna, 1991.
- Klaus Karl Mehrkens, Rasponi Arte Contemporanea, testo di Viana Conti, Ravenna, 1993.
- Klaus Karl Mehrkens, Quadrato, a cura di Tommaso Di Maria, Benevento, Art's Events, 2003.
- Klaus Karl Mehrkens, Acqueforti e disegni, a cura di Corrado Albicocco e Giancarlo Pauletto, Udine, Stamperia d'Arte Albicocco, 2012.
- Klaus Karl Mehrkens, Acqueforti, Udine, Stamperia d'Arte Albicocco, 2006.
- Klaus Karl Mehrkens, Senza fissa dimora..., testo di Gianluca Marziani, Benevento, Art's Events, 2009.
- Klaus Karl Mehrkens, Meditazione, Milano, Studio d'Arte Cannaviello, 1986.
- Klaus Karl Mehrkens, Floating World, a cura di Enzo Santese, Tolmezzo, Galleria Nuova Artesegno, 2008.
- Klaus Karl Mehrkens, Paesaggio senza figure, testo di Sara Fontana, Benevento, Art's Events, 1998.
- Klaus Karl Mehrkens, a cura di Enzo Santese, Udine, Edizioni Andrea Moro, 2004.
- Klaus Karl Mehrkens, Opere recenti, Udine, Galleria d'Arte Nuova Artesegno, 2003.
- Klaus Karl Mehrkens, Landscapes, Tolmezzo, Andrea Moro Editore, 2006.
- Klaus Mehrkens, Intime, Bolzano, Galleria Les Chances de l'Art, 2002.